# John Christmas Møller
Pour les articles homonymes, voir Møller.
John Christmas Møller, né le 3 avril 1894 à Copenhague (Danemark) et mort le 13 avril 1948 à Copenhague (Danemark), est un homme politique danois membre du Parti populaire conservateur (KF) (qu'il préside), ancien ministre et ancien député au Parlement (le Folketing).

## Biographie
Fils d'un agent de change danois, études universitaires à Copenhague.
Christmas Møller a été très tôt actif en politique. En 1920, il a milité pour le rattachement de Flensburg au Danemark, quel que soit le résultat du référendum.
En 1920, il a été élu au Folketing pour le Parti populaire conservateur et en 1928, il est devenu le chef politique du parti.
Christmas Møller a travaillé pour la libération des conservateurs de la domination du Parti libéral et, en 1929, il a aidé à renverser le gouvernement de gauche de Madsen-Mygdal sur une question de financement de la défense.
Il n'était pas opposé à une collaboration avec le gouvernement Stauning, mais sans pour autant rejoindre l'accord de Kanslergade (nommé d'après la rue Kanslergade- domicile du 1er ministre) en 1933.
Dans les années trente, certains dans la jeunesse conservatrice, voyaient avec sympathie ce qui se passait en Allemagne et en Italie, mais Christmas Møller s'y est fermement opposé et a maintenu son parti et l'organisation de jeunesse fermement sur une ligne démocratique.
Christmas Møller a soutenu sans réserve un amendement constitutionnel malgré l'opposition du Parti populaire conservateur, et ce fut une grande déception pour lui que la proposition soit tombée lors du référendum de 1939.

### Famille
Il s'est marié deux fois, d'abord en 1919 à Copenhague dans l'église Saint-Paul avec Carmen Elisabeth Signe Munthe Riis (4 juin 1890 à Montevideo, Uruguay - 30 juillet 1962 à Copenhague). Marié pour la deuxième fois le 19 mai 1923 avec Cand. phil.et plus tard le censeur de cinéma Gertrud Jessen (14 août 1894-11 février 1974).

### Occupation
Lors de l'occupation allemande en avril 1940, Christmas Møller devint ministre du Commerce dans le nouveau gouvernement de coalition. Il prit une position ferme contre la puissance occupante, et dès octobre 1940, Noël Møller dut quitter le gouvernement à la demande des Allemands, et trois mois plus tard également le Folketing. Avec le président des communistes, Aksel Larsen et Frode Jakobsen, il a fondé le magazine illégal Frit Danmark.
En 1942, il a fui via la Suède en Angleterre, où il a rapidement commencé à faire des discours radiophoniques au peuple danois via la BBC. Il acquiert ainsi une popularité sans précédent, et nul doute que les orateurs ont contribué à provoquer la rupture avec la politique de collaboration danoise, en août 1943. A Londres, Christmas Moller n'a pas acquis beaucoup d'influence.

### Après la guerre
Il est revenu à la libération en 1945 et est devenu ministre des Affaires étrangères dans le gouvernement de lalibération. Pendant le gouvernement de gauche de Knud Kristensen de 1945 à 1947, Christmas Møller s'est fermement opposé à la politique militante du Premier ministre dans le Schleswig du Sud et a aidé à le renverser. A cette occasion, il a démissionné du Parti populaire conservateur. Aux élections législatives de 1947, il tenta en vain sa chance dans le sud du Jutland. Il mourut en 1948.